# 宮崎市立生目台中学校
宮崎市立生目台中学校（みやざきしりつ いきめだいちゅうがっこう）は、宮崎県宮崎市生目台東四丁目にある公立の中学校。

## 概要
歴史
1992年（平成4年）に宮崎市立大塚中学校から分離する形で創立。2022年（令和4年）に創立30周年を迎えた。
校章
開校年の1992年（平成4年）に校歌とともに制定。桜の花弁5枚を図案化したものの上に、「中」の文字、そして更にその上に校名の「生目台」の文字（横書き）を配している。デザインは当時在籍していた2年生の生徒による。
スクールカラー
紫色
校歌
開校年の1992年（平成4年）に校章とともに制定。作詞・作曲は当時在籍していた1年生の生徒（補作は教職員一同、編曲は尾薗成穂）による。歌詞は3番まであり、各番の歌詞中に校名の「生目台中」が登場する。
通学区域
宮崎市のうち、「生目台西一～五丁目、生目台東一～五丁目」。
小学校区は宮崎市立生目台東小学校（宮崎市立生目台西小学校は2025年（令和7年）3月末に閉校）。

## 沿革
- 1992年（平成4年）
  - 4月1日 - 宮崎市立大塚中学校から分離の上、「宮崎市立生目台中学校」（現校名）が開校。
  - 5月22日 - 校章および校歌を制定。
- 2026年（令和8年）4月1日 - 宮崎市立生目台東小学校とともに、施設隣接型の小中一貫教育を開始（予定）[1]。

## 行事
2011年（平成23年）で創立20周年となり、10月23日に創立20周年式典が行われた。記念式典では本校の卒業生であり、テレビ朝日のアナウンサーである松尾由美子が講演をした。

## 制服
男子　
- 冬服 - ブレザー、カッターシャツ、スラックス
- 夏服 - カッターシャツ、スラックス

女子　
- 冬服 - ブレザー、セーラーブラウス、吊りスカート[3]
- 夏服 - セーラーブラウス、カーディガン、吊りスカート

## 部活動
運動部
- 野球部
- 男子卓球部
- 女子バレーボール部
- 男子バスケットボール部
- 女子バスケットボール部
- 硬式テニス部
- 男子バドミントン部
- 女子バドミントン部
- 陸上部

文化部
- 吹奏楽部
- 美術部

## 著名な関係者
出身者
- 伊野波雅彦 -（元サッカー選手）
- 入船和真 -（元サッカー選手）
- 二宮朋子 -（元ストライプインターナショナル社員、元フリーアナウンサー、元テレビ宮崎アナウンサー）
- 藤島由芽 -（テレビ宮崎アナウンサー）[4][5]
- 松尾由美子 -（テレビ朝日アナウンサー）[2]
- 佐藤信長（俳優）

## 交通アクセス
最寄りの鉄道駅
- JR九州 日豊本線 「南宮崎駅」

最寄りのバス停留所
- 宮崎交通バス「生目台東2丁目」停留所より徒歩1分。

最寄りの幹線道路
- 宮崎県道9号宮崎西環状線

## 周辺
- 宮崎市立生目台東小学校
- 生目台幼稚園
- 宮崎生目台郵便局
- 宮崎銀行生目台出張所
- 旧・宮崎市立生目台西小学校